# Hippolyte de Kerchove Lippens
Hippolyte Edouarde de Kerchove (Brussel, 23 november 1822 - Gent, 6 juni 1906), ook genoemd de Kerchove d'Exaerde of de Kerchove - Lippens, was een Belgisch politicus en ondernemer.
Hij was een zoon van François de Kerchove (1774-1847) en Rosalie van Pottelsberghe (1778-1842). Hij trouwde op 19 juli 1842 in Gent met Stéphanie Lippens (1823-1906). Noch zijn vader, noch hijzelf, noch drie van zijn broers deden de moeite om zich opnieuw in de erfelijke adel te laten opnemen. Alleen zijn broer Constantin de Kerchove d'Exaerde liet zich opnieuw in de adel opnemen.
Tussen 1895 en 1905 was hij burgemeester van Moerbeke-Waas voor de Liberale Partij.